# Sierra de Muro de Roda
Para la localidad homónima véase: Muro de Roda.
La sierra de Muro de Roda es una serrado de Aragón (España), en la comarca del Sobrarbe, provincia de Huesca. Separa el valle natural del río Cinca y La Fueva, delimitando parcialmente esta última como subcomarca. 
Tiene unos 9 kilómetros de longitud en sentido casi del todo norte-sur. Tiene en el extremo norte el congosto de Lasnatas, cerca de poblaciones como Griébal y Arro (en la parte más oriental del término municipal de Aínsa-Sobrarbe, en la ribera derecha del Cinca). En el extremo sur está el congosto del barranco de La Usía, cerca de Mediano y Humo de Muro. Se trata de un serrado menor, sin casi más importancia que por la delimitación clara que ofrece de dos de las tres principales cuencas en que se puede subdividir el Sobrarbe meridional.
El serrado toma el nombre del lugar fortificado de Muro de Roda, histórico enclave documentable desde el siglo XI, que se encuentra a 1.008 metros de altitud. En la actualidad Muro de Roda está despoblado, pero fue en tiempos la capital de un municipio llamado Muro de Roda, hasta la segunda mitad del siglo XX. Repartidos por las faldas de la sierra están las poblaciones de Ministirio, Humo de Muro, Fumanal, La Corona, Arasanz, La Plana, Sosiad, La Lecina y Griébal